# Kołobrzeg
Kołobrzeg (in casciubo: Kòlbrzég, in tedesco Kolberg) è una città e porto della Polonia nord-occidentale (voivodato della Pomerania Occidentale, già voivodato di Koszalin) di 46 259 abitanti; è posta alla foce del fiume Parsęta, sul mar Baltico.

## Geografia fisica
Si estende su una superficie di 25,67 km² e nel 2011 contava 47 129 abitanti.
Comunità urbane e rurali del distretto di Kołobrzeg e relativi nomi in tedesco in uso fino al 1945:
| - Błotnica (Spie) - Bogucino (Bogenthin) - Bogusławiec (Charlottenhof) - Budzistowo (Altstadt) - Drzonowo (Drenow) - Dźwirzyno (Kolberger Deep) - Grzybowo (Gribow) - Kądzielno (Heinrichshof) - Karcino (Langenhagen) - Korzystno (Alt Werder) - Niekanin (Necknin) | - Nowogardek (Naugard) - Nowy Borek (Neubork) - Obroty (Wobrow) - Przećmino (Prettmin) - Rościęcino (Rossenthin) - Samowo (Zamow) - Sarbia (Zarben) - Stary Borek (Altbork) - Stramnica (Alt Tramm) - Zieleniewo (Sellnow) |

Località minori:
- Bezpraw (Kautzenberg) – Budzimskie (Baselerskaten) – Głowaczewo (Papenhagen) – Głąb  (Neumühl) – Kopydłówko – Korzyścienko (Neu Werder) – Przylaski – Rogozina – Sieradowo – Sobiemierz (Sophienhof) – Świerszczewo (Langesende) – Wolka

### Clima
| Kołobrzeg (1991-2020) Fonte: meteomodel.pl | Mesi         | Mesi         | Mesi         | Mesi        | Mesi        | Mesi        | Mesi        | Mesi        | Mesi        | Mesi        | Mesi         | Mesi         | Stagioni | Stagioni | Stagioni | Stagioni | Anno    |
| Kołobrzeg (1991-2020) Fonte: meteomodel.pl | Gen          | Feb          | Mar          | Apr         | Mag         | Giu         | Lug         | Ago         | Set         | Ott         | Nov          | Dic          | Inv      | Pri      | Est      | Aut      | Anno    |
| ------------------------------------------ | ------------ | ------------ | ------------ | ----------- | ----------- | ----------- | ----------- | ----------- | ----------- | ----------- | ------------ | ------------ | -------- | -------- | -------- | -------- | ------- |
| T. max. media (°C)                         | 2,9          | 3,8          | 6,8          | 11,7        | 15,9        | 19,3        | 21,7        | 22,0        | 18,1        | 12,9        | 7,5          | 4,1          | 3,6      | 11,5     | 21,0     | 12,8     | 12,2    |
| T. media (°C)                              | 0,7          | 1,2          | 3,4          | 7,6         | 11,8        | 15,6        | 17,9        | 17,9        | 14,1        | 9,5         | 5,1          | 2,0          | 1,3      | 7,6      | 17,1     | 9,6      | 8,9     |
| T. min. media (°C)                         | −1,5         | −1,1         | 0,7          | 4,2         | 8,1         | 11,8        | 14,2        | 14,1        | 10,8        | 6,7         | 3,0          | −0,2         | −0,9     | 4,3      | 13,4     | 6,8      | 5,9     |
| T. max. assoluta (°C)                      | 13,6 (1991)  | 17,8 (1990)  | 23,2 (1968)  | 28,9 (2000) | 31,7 (1971) | 35,9 (2019) | 35,7 (1992) | 38,0 (1992) | 32,3 (1975) | 26,1 (1985) | 19,5 (1968)  | 14,3 (1977)  | 17,8     | 31,7     | 38,0     | 32,3     | 38,0    |
| T. min. assoluta (°C)                      | −23,9 (1963) | −25,5 (1956) | −17,7 (1971) | −5,5 (1960) | −2,6 (1971) | 0,0 (1951)  | 4,4 (1952)  | 2,4 (1964)  | −0,7 (1977) | −5,5 (1956) | −13,1 (1998) | −18,3 (1978) | −25,5    | −17,7    | 0,0      | −13,1    | −25,5   |
| Giorni di calura (Tmax ≥ 30 °C)            | 0,0          | 0,0          | 0,0          | 0,0         | 0,1         | 0,5         | 1,2         | 1,1         | 0,0         | 0,0         | 0,0          | 0,0          | 0,0      | 0,1      | 2,8      | 0,0      | 2,9     |
| Giorni di gelo (Tmin ≤ 0 °C)               | 16,8         | 15,5         | 11,4         | 2,3         | 0,0         | 0,0         | 0,0         | 0,0         | 0,0         | 1,2         | 6,1          | 13,1         | 45,4     | 13,7     | 0,0      | 7,3      | 66,4    |
| Giorni di ghiaccio (Tmax ≤ 0 °C)           | 7,0          | 4,1          | 0,7          | 0,0         | 0,0         | 0,0         | 0,0         | 0,0         | 0,0         | 0,0         | 0,5          | 3,8          | 14,9     | 0,7      | 0,0      | 0,5      | 16,1    |
| Nuvolosità (okta al giorno)                | 6,0          | 5,9          | 5,3          | 4,8         | 4,6         | 4,7         | 4,7         | 4,8         | 4,9         | 5,3         | 6,1          | 6,3          | 6,1      | 4,9      | 4,7      | 5,4      | 5,3     |
| Precipitazioni (mm)                        | 48,2         | 40,5         | 42,9         | 34,0        | 50,6        | 70,4        | 77,0        | 89,9        | 73,2        | 64,9        | 51,0         | 55,0         | 143,7    | 127,5    | 237,3    | 189,1    | 697,6   |
| Giorni di pioggia                          | 10,6         | 9,3          | 8,8          | 6,9         | 8,8         | 9,4         | 10,2        | 10,6        | 9,5         | 11,0        | 10,5         | 12,3         | 32,2     | 24,5     | 30,2     | 31,0     | 117,9   |
| Nevicate (cm)                              | 64,7         | 80,0         | 32,9         | 0,2         | 0,0         | 0,0         | 0,0         | 0,0         | 0,0         | 0,3         | 6,4          | 41,8         | 186,5    | 33,1     | 0,0      | 6,7      | 226,3   |
| Giorni di neve                             | 9,3          | 8,6          | 3,8          | 0,1         | 0,0         | 0,0         | 0,0         | 0,0         | 0,0         | 0,1         | 1,6          | 5,7          | 23,6     | 3,9      | 0,0      | 1,7      | 29,2    |
| Umidità relativa media (%)                 | 85,1         | 83,7         | 81,4         | 77,0        | 77,6        | 77,2        | 79,3        | 79,5        | 81,8        | 84,3        | 87,1         | 86,9         | 85,2     | 78,7     | 78,7     | 84,4     | 81,7    |
| Ore di soleggiamento mensili               | 42,7         | 66,8         | 127,8        | 198,9       | 255,6       | 253,0       | 255,1       | 236,5       | 163,3       | 104,9       | 47,9         | 30,6         | 140,1    | 582,3    | 744,6    | 316,1    | 1 783,1 |
| Pressione a 0 metri s.l.m. (hPa)           | 1 015,3      | 1 014,5      | 1 014,8      | 1 014,2     | 1 015,1     | 1 014,2     | 1 013,3     | 1 014,1     | 1 015,4     | 1 014,6     | 1 013,3      | 1 013,8      | 1 014,5  | 1 014,7  | 1 013,9  | 1 014,4  | 1 014,4 |
| Tensione di vapore (hPa)                   | 5,8          | 5,8          | 6,5          | 8,1         | 11,0        | 13,9        | 16,5        | 16,5        | 13,4        | 10,3        | 8,0          | 6,5          | 6,0      | 8,5      | 15,6     | 10,6     | 10,2    |
| Vento (direzione-m/s)                      | 3,5          | 3,4          | 3,2          | 3,1         | 2,8         | 2,7         | 2,7         | 2,4         | 2,5         | 2,8         | 3,0          | 3,4          | 3,4      | 3,0      | 2,6      | 2,8      | 3,0     |

## Storia
In epoca alto-medievale, fu uno dei grandi centri per il commercio del sale. Nel 1255 accolse il nuovo insediamento tedesco di Kolberg, voluto dal duca Vartislao III di Pomerania e dal vescovo di Cammin, Ermanno di Gleichen, ricevendo lo status di città libera, cui si applicò il cosiddetto diritto di Lubecca. Nel 1284 entrò nella Lega Anseatica. Abbracciò nel XVI secolo la riforma protestante. Sede di una imponente fortezza, prima svedese e poi prussiana, la cittadella di Kolberg subì numerosi assedi nel corso della storia, ben tre nel corso della sola guerra dei sette anni. Il più famoso fu l'assedio del 1807, posto senza successo dalle truppe napoleoniche nel corso delle operazioni belliche contro le forze della quarta coalizione. Questo episodio militare assunse per la nazione tedesca un valore emblematico di resistenza all'invasione straniera, tanto da ispirare, verso la fine della seconda guerra mondiale, il film propagandistico La cittadella degli eroi.

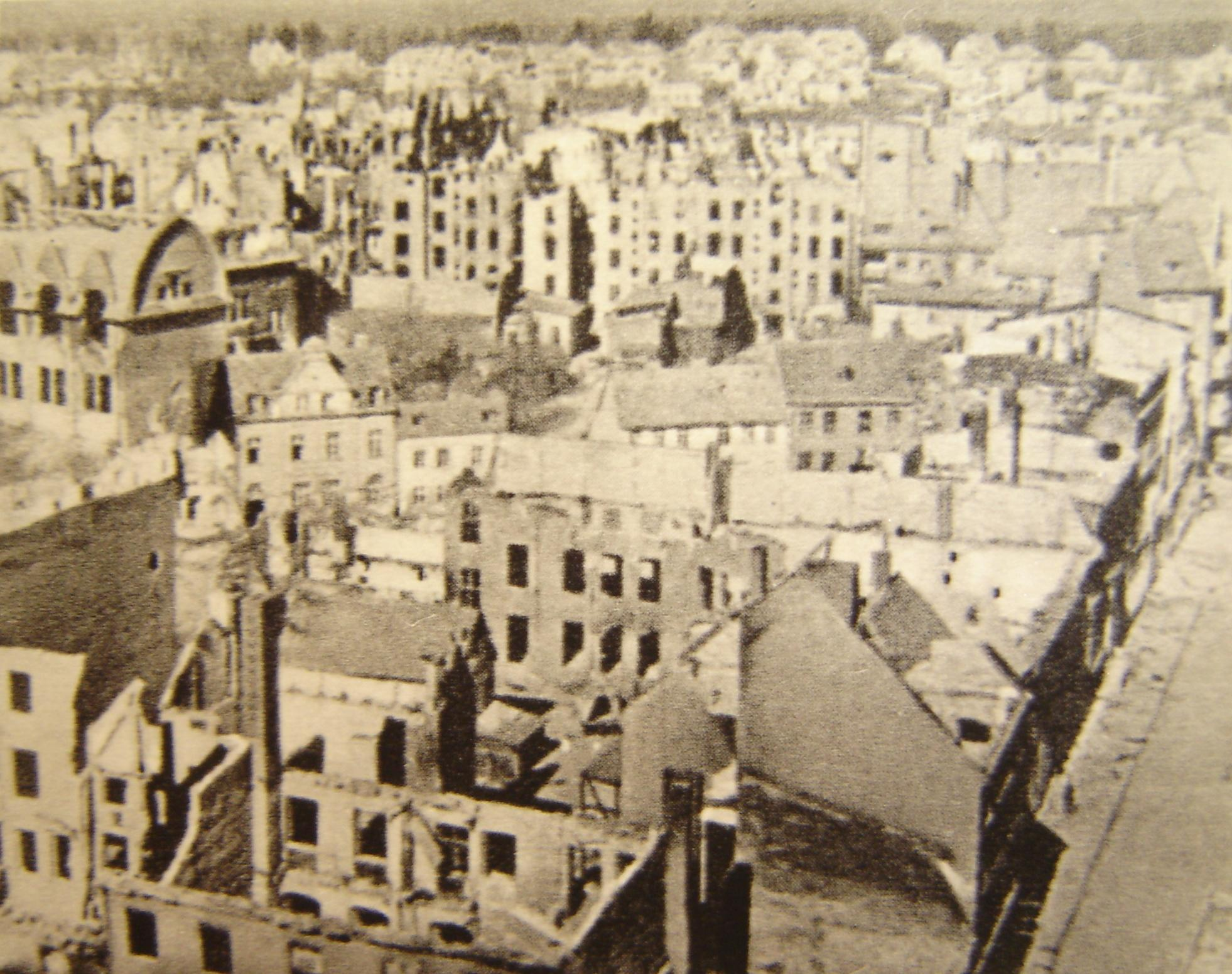
Il centro della città nel 1945, distrutto

Occupata dalle truppe sovietiche nel marzo 1945, con la Conferenza di Potsdam (1945) fu assegnata alla Polonia.

## Monumenti e luoghi d'interesse
- Bardy-Świelubie, antico insediamento slavo-scandinavo.

## Amministrazione

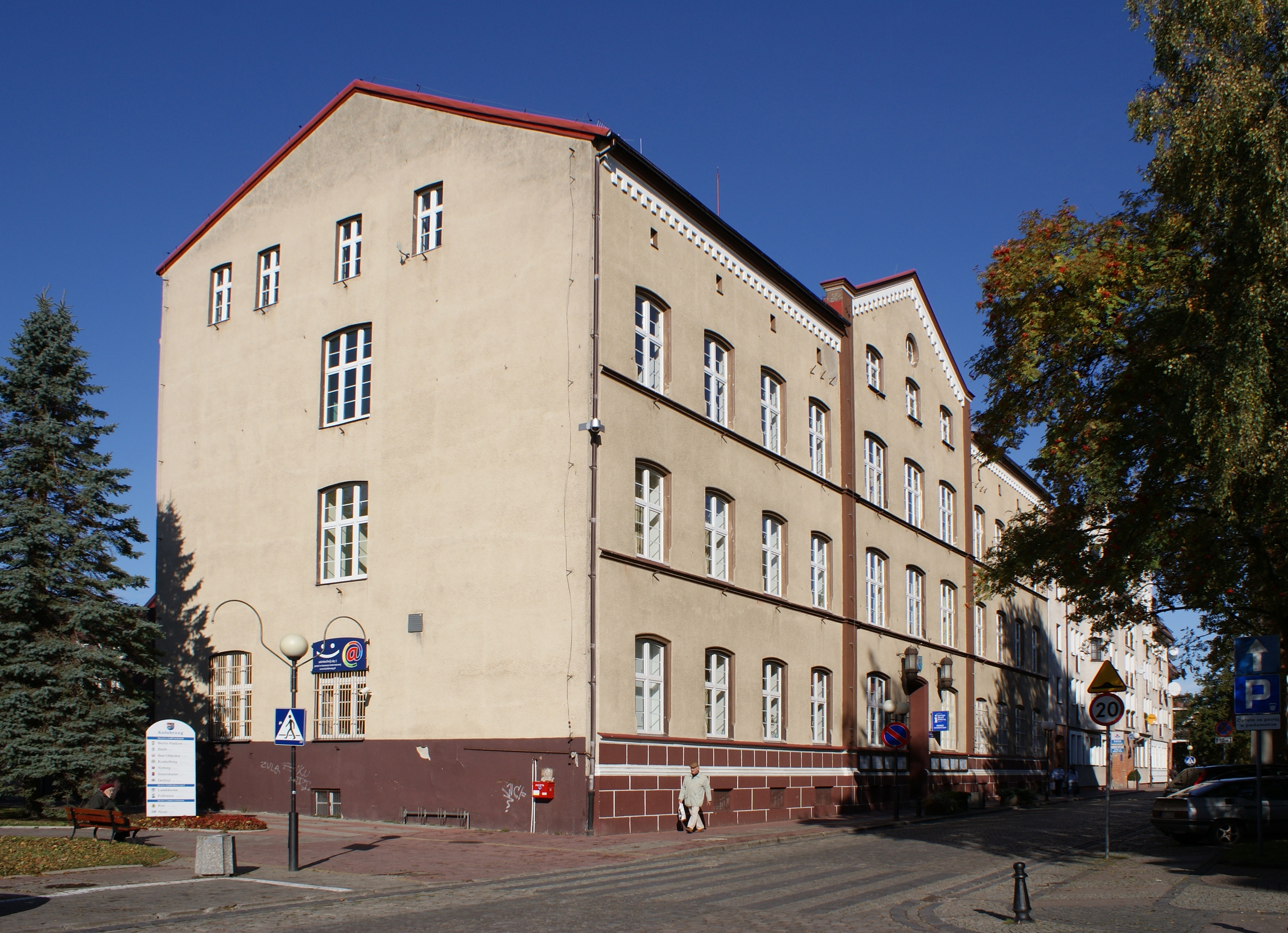
La sede del municipio

### Gemellaggi
- Simrishamn

## Galleria d'immagini

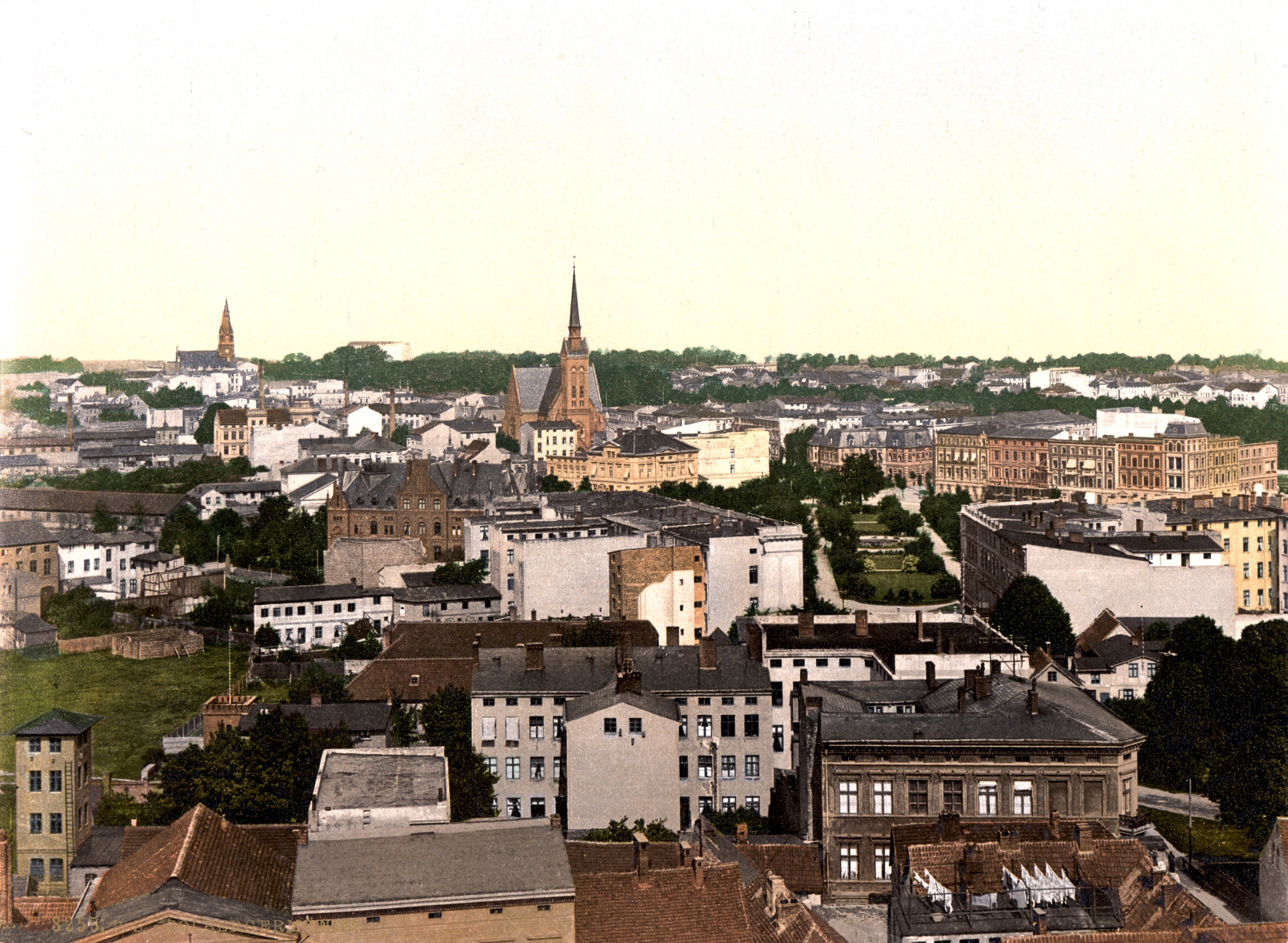
Kołobrzeg alla fine del XIX secolo
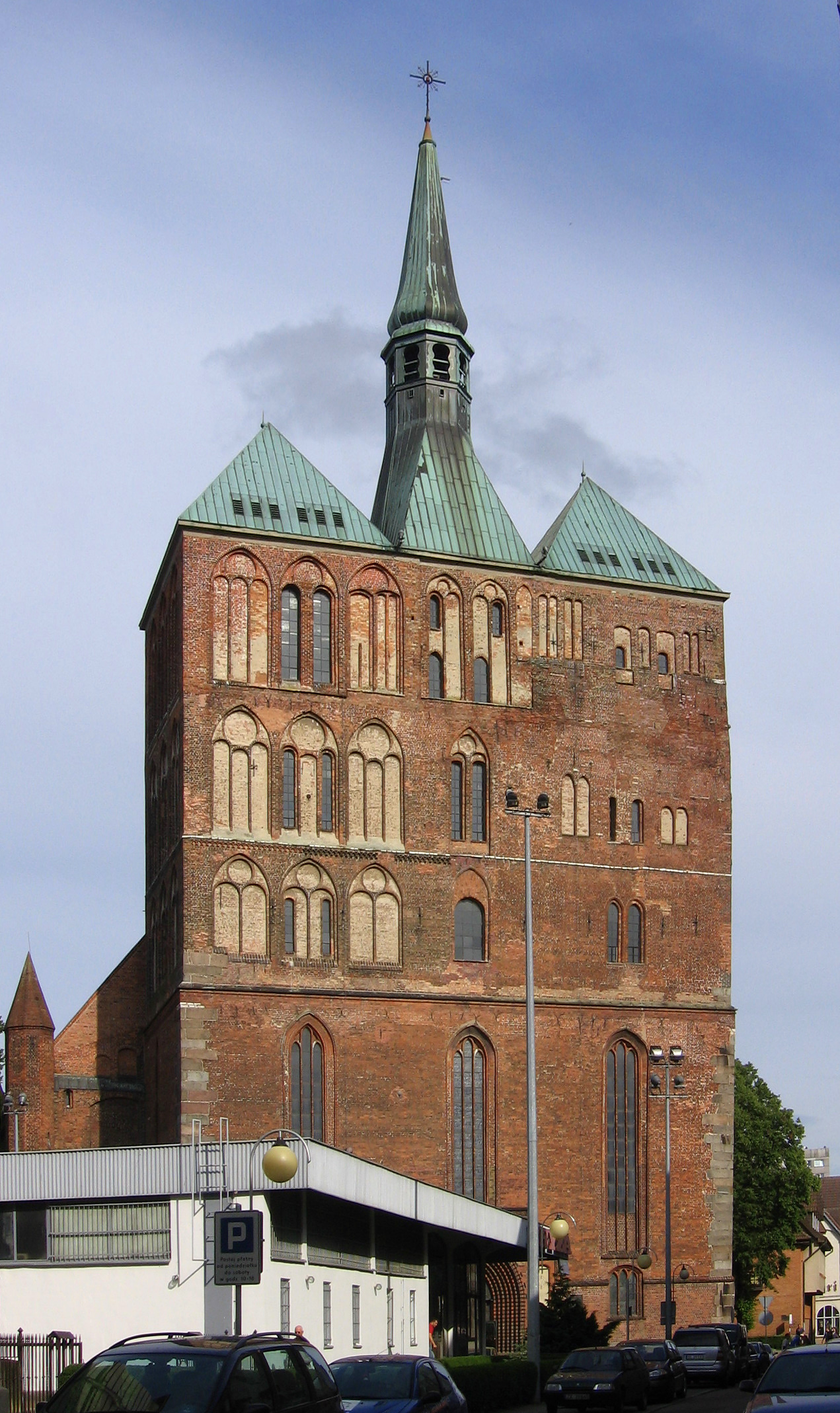
La Marienbasilika, già Duomo di Kołobrzeg
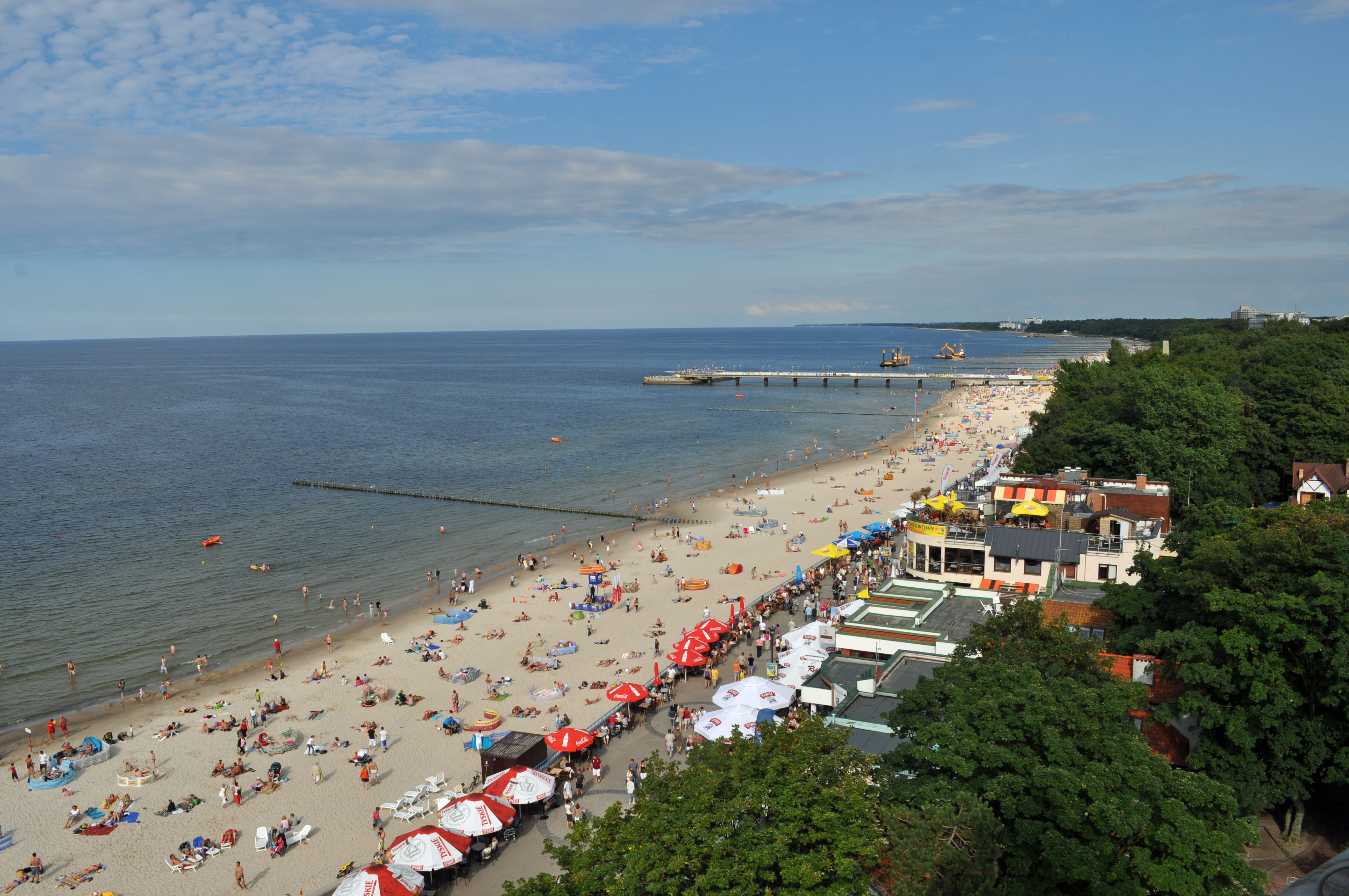
La spiaggia di Kołobrzeg (2011)
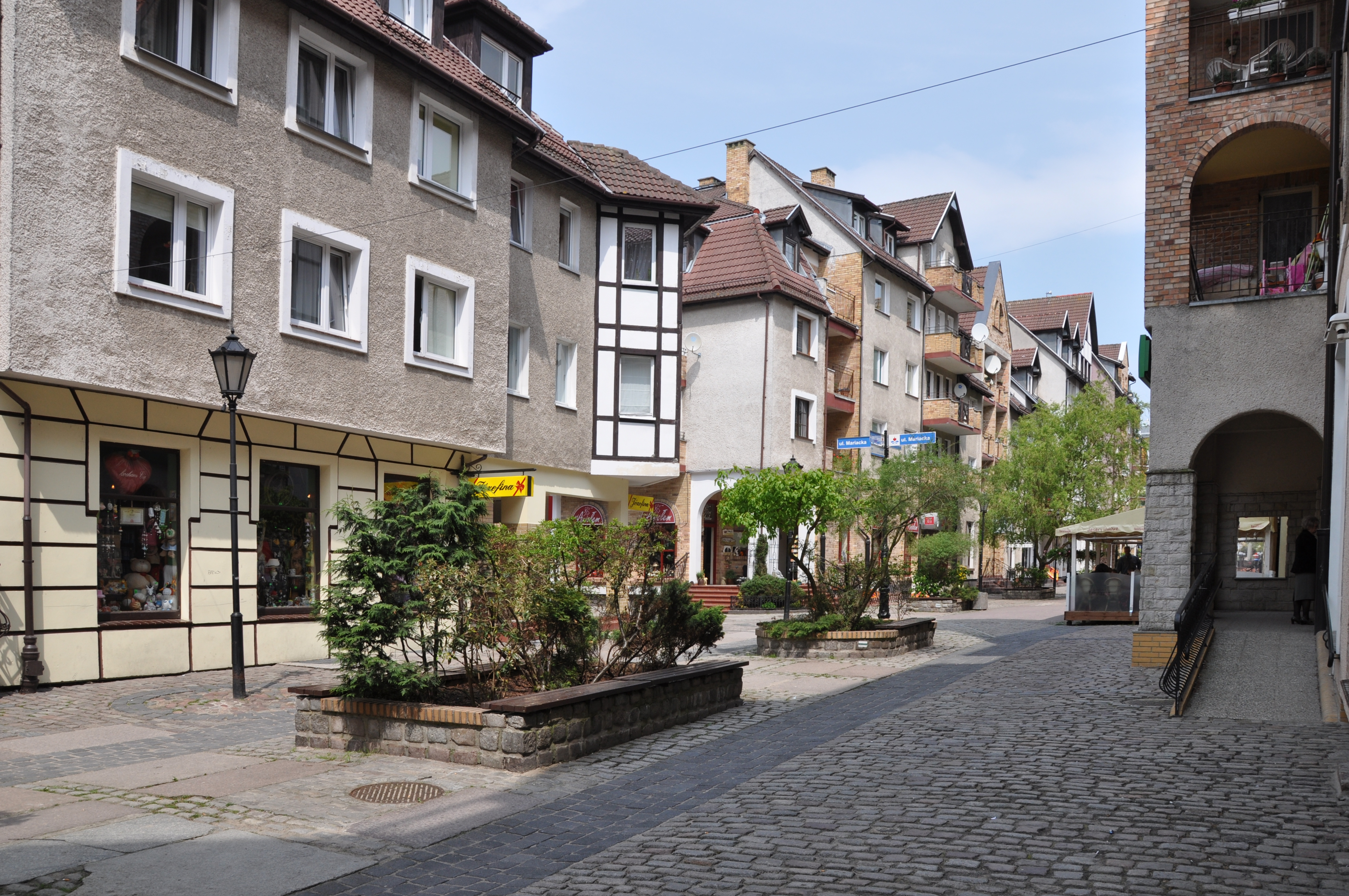
Una via di Kołobrzeg
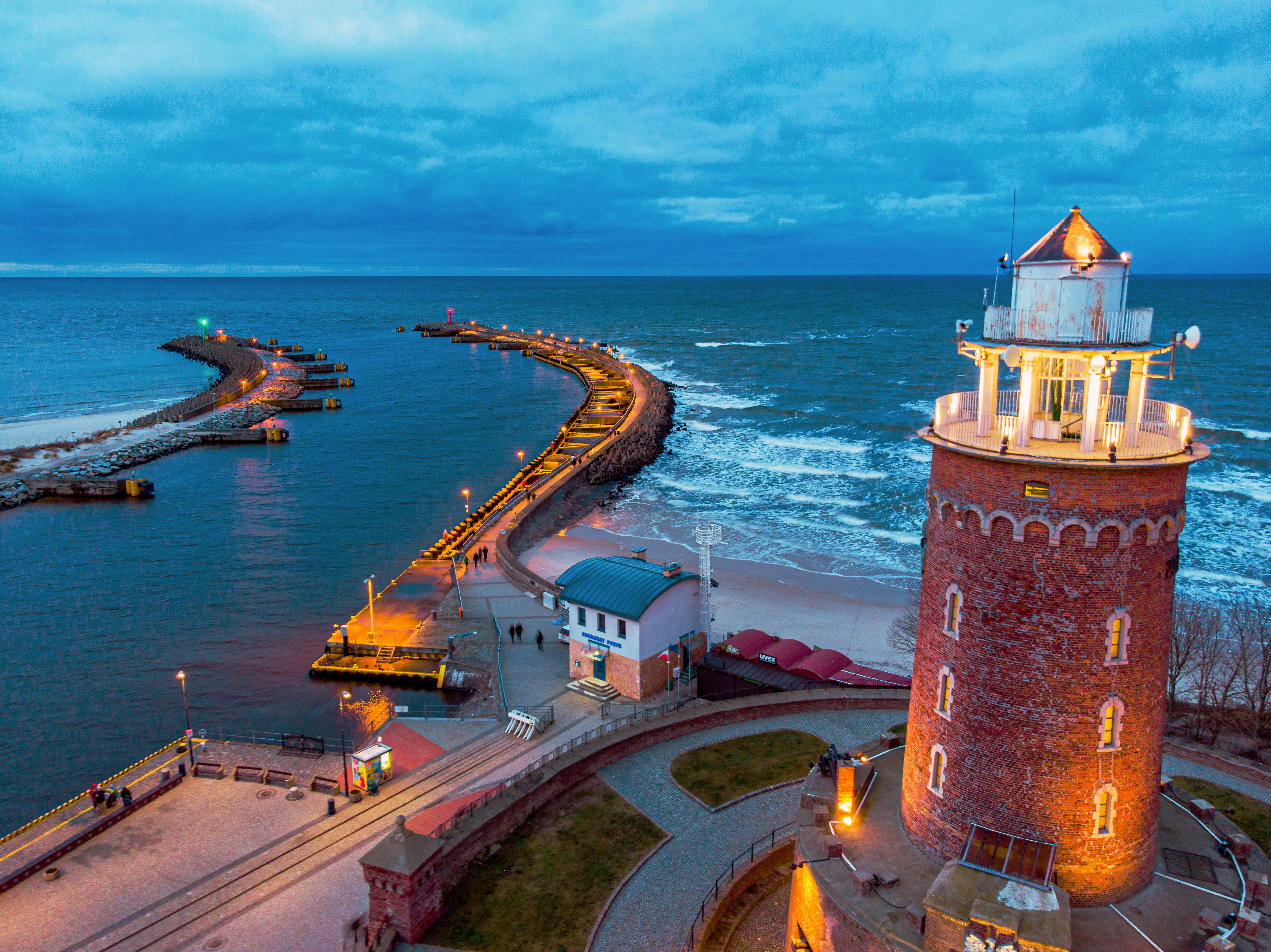
Kołobrzeg – Il faro
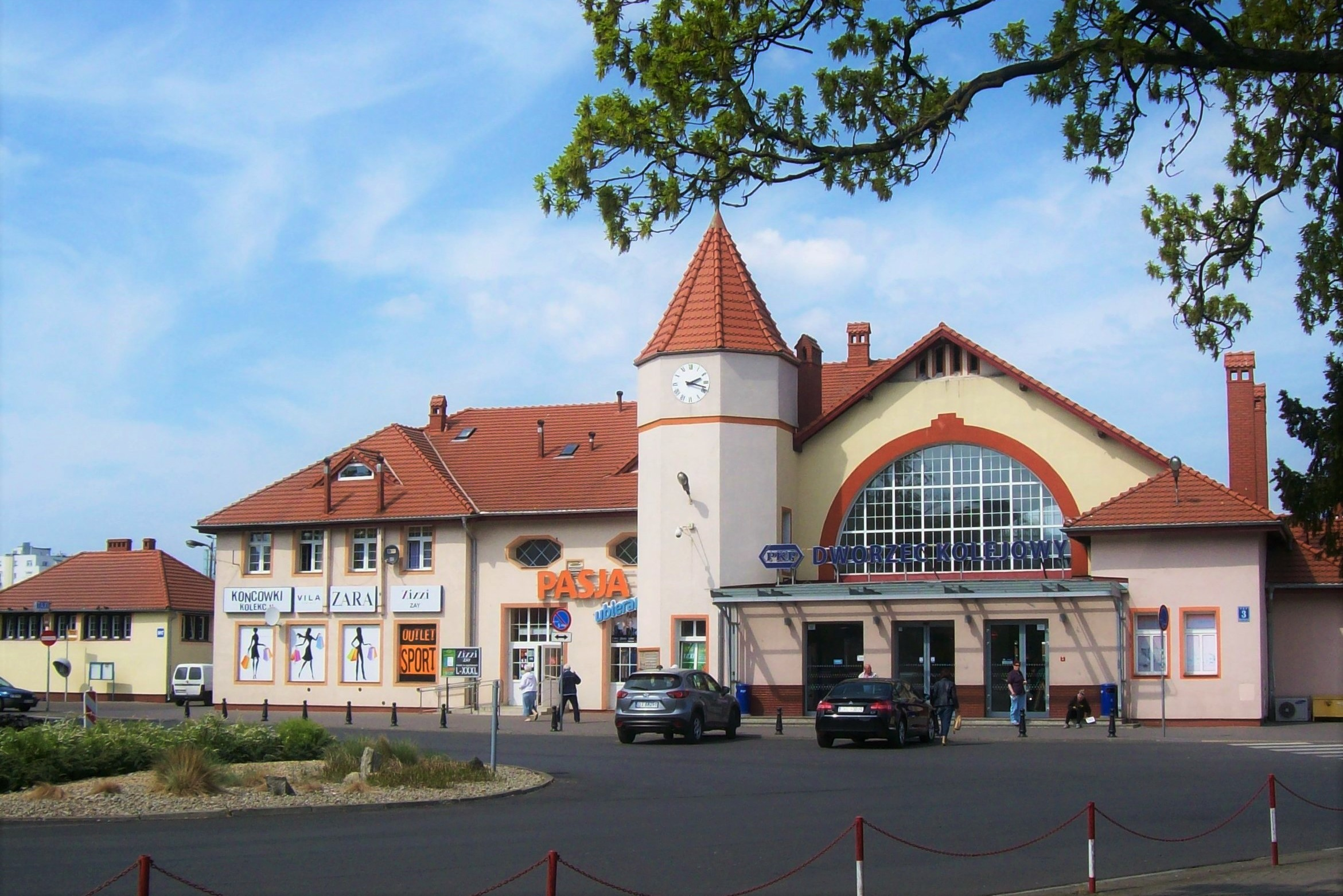
Kołobrzeg – La stazione ferroviaria